# Ribesiodes lucidum
Ribesiodes lucidum là một loài thực vật có hoa trong họ Anh thảo. Loài này được (Wall. ex A. DC.) Kuntze miêu tả khoa học đầu tiên năm 1891.